# Dženan Lončarević
Dženan Lončarević, född 10 april 1975 i Prijepolje i Socialistiska republiken Serbien i SFR Jugoslavien, är en serbisk sångare. 
Dženan Lončarević debutalbum Nikome ni reč släpptes år 2007. Han har sedan dess även släppt albumen Dobro je to år 2009, Zdravo dušo år 2011, No. 4 år 2013 och Dva su koraka år 2015.

## Diskografi

### Album
- 2007 - Nikome ni reč
- 2009 - Dobro je to
- 2011 - Zdravo dušo
- 2013 - No. 4
- 2015 - Dva su koraka